# Sabino de Placência
Sabino (320/330 - Placência, 11 de dezembro de 420) foi um bispo católico italiano. É também venerado como santo da Igreja Católica.

## Biografia
Não se sabe a data certa do nascimento de Sabino. Pode ser entre os anos 320 e 330. Porém temos notícias dele como diácono em Milão, ao lado do bispo Ambrósio, de quem era muito amigo.
Eles e Bassiano, primeiro bispo de Lodi, combateram muito a heresia do arianismo. Por isso, Sabino, em 372, foi enviado em Antioquia como padre conciliar.
De volta, foi nomeado bispo de Placência. Manteve a pasta até o dia da morte, ocorrida em 11 de dezembro de 420. A sua festa ocorre em 17 de janeiro, dia em que o corpo foi colocado na Basílica dos 12 Apóstolos, que daquela época assumiu o nome do santo.
O crânio e uma pequena caixa com alguns pedaços de ossos, repousam abaixo do altar da basílica, em Via Alberoni, na cidade de Placência.

## Curiosidades
- São Sabino é Padroeiro da comuna de Caselle Landi, que agora fica na Diocese de Lodi, mas até o século XIX era diocese de Placência. Nesta cidadezinha a festa do santo ocorre cada quarto domingo de outubro
- A História nos traz o "milagre de São Sabino": o rio Pó estava ameaçando o território de Placência e de Lodi com uma grande inundação. O bispo Sabino escreveu uma carta ao rio dizendo-lhe de parar e de retirar-se, jogando-a na água dele. Logo depois o rio Pó retirou-se deixando tranquilo o povo.
- Existem, pelo menos outros sete santos com o nome Sabino, na Igreja Católica:
  - Um bispo de Avellino
  - Um em  Bréscia
  - Um bispo de Canosa na Apúlia, no século VI
  - Um bispo de Catânia na Sicília, no século VII
  - Um eremita
  - Um mártir no Egito
  - Um que foi bispo de Espoleto, no século IV

## Outras imagens

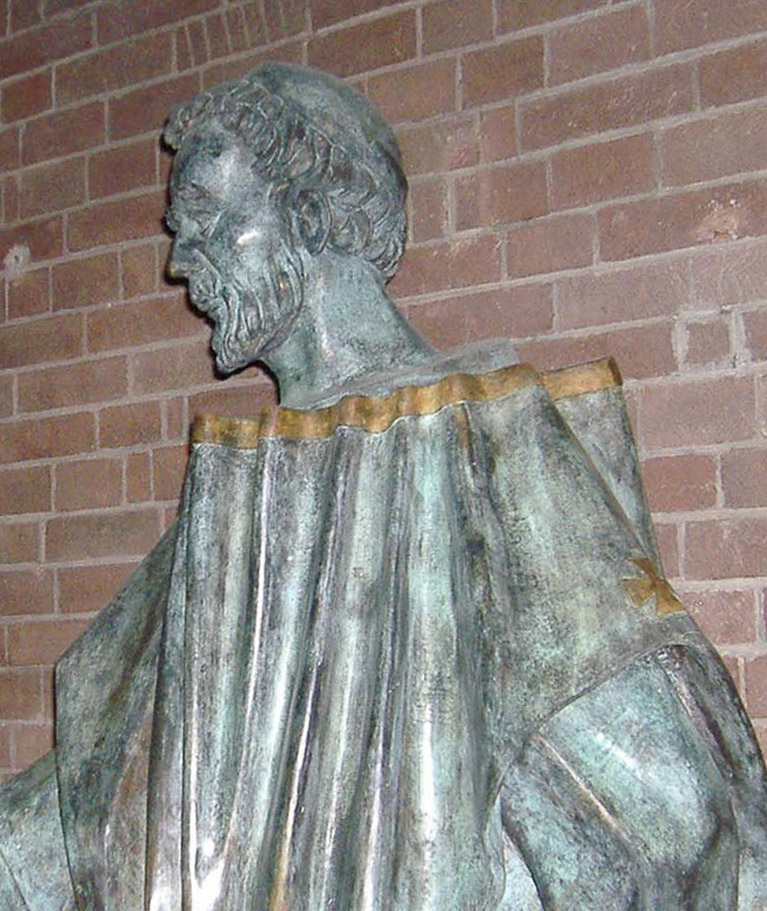
Estátua em bronze do santo com casula, colocada na basílica homónima, em Placência.
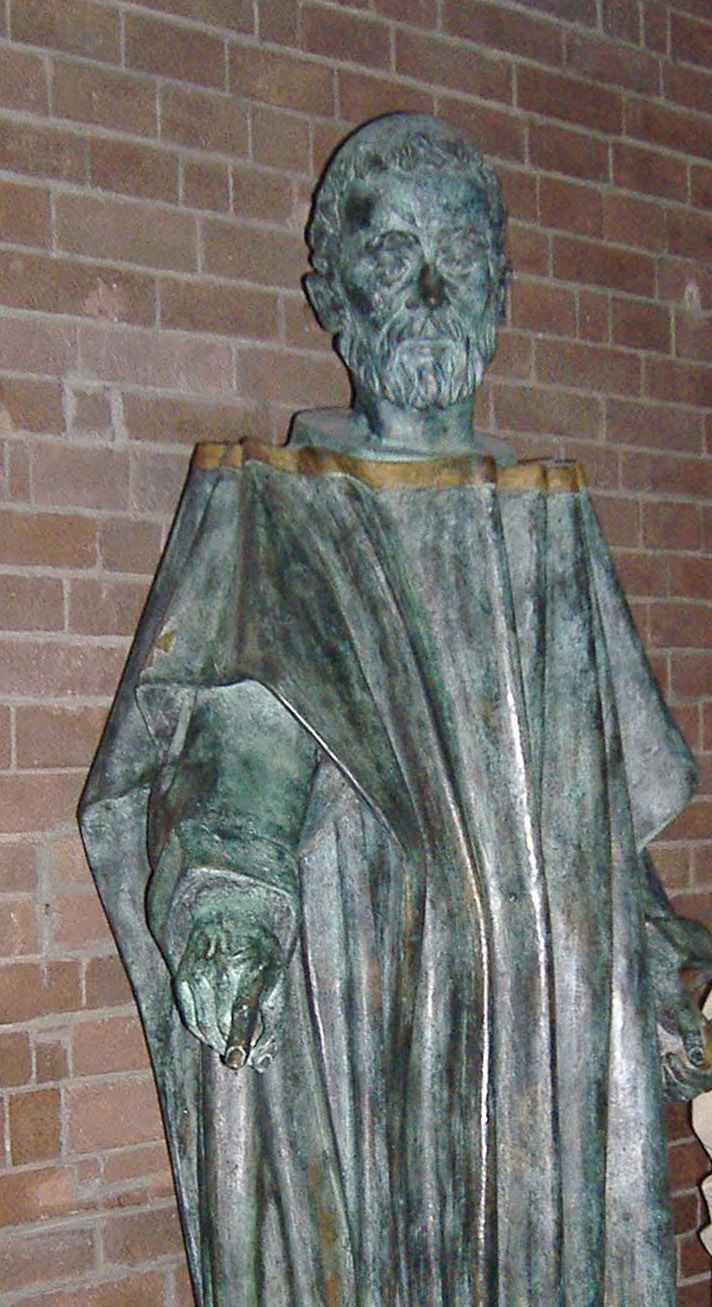
Estatua em bronze do santo, colocada na basílica homónima, em Placência, logo à direita depois da entrada.
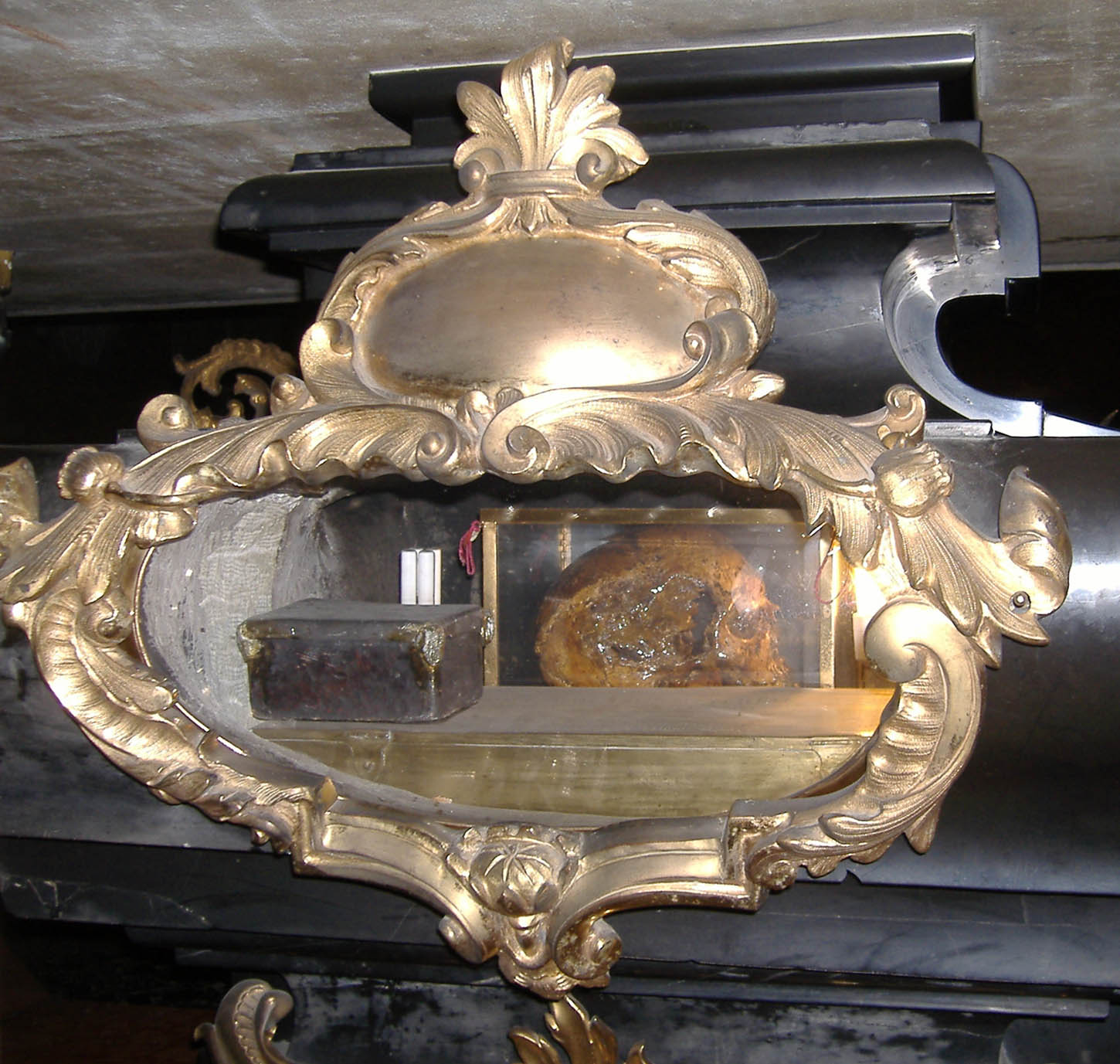
As relíquias do santo, abaixo do altar da mesma basílica.
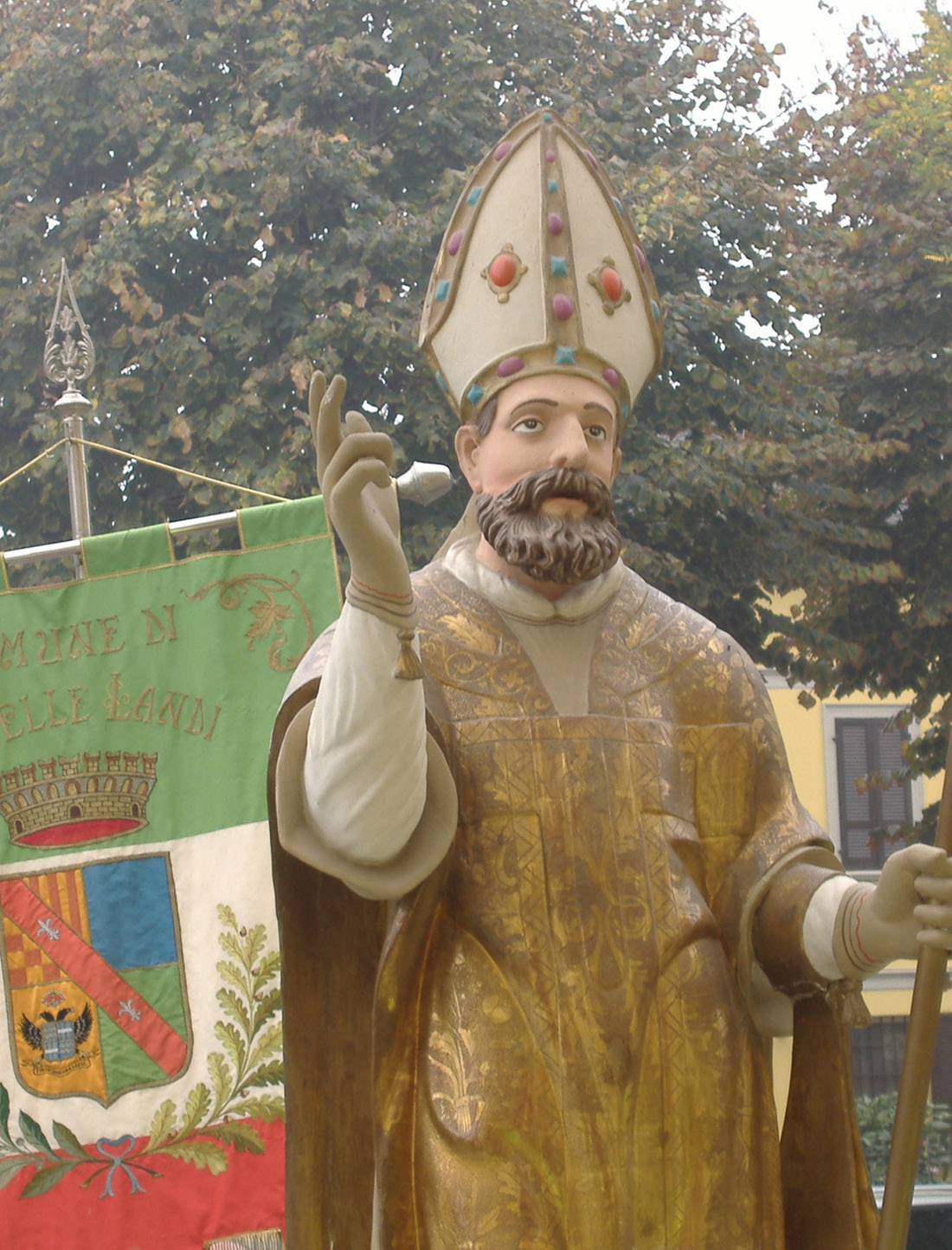
Estátua de São Sabino Bispo (antes do restauro de outubro de 2015) venerada em Caselle Landi, Itália, com o gonfalão da Cidade